# 小行星7265
小行星7265（7265 Edithmüller）是一颗绕太阳运转的小行星，为主小行星带小行星。该小行星于1973年9月30日发现。

## 轨道参数
小行星7265的轨道半长轴为2.4395792 UA，离心率为0.083。